# Потье, Эжен
Эже́н Потье́ (фр. Eugène Edine Pottier; 4 октября 1816, Париж, — 6 ноября 1887, там же) — французский революционер, анархист, автор слов гимна «Интернационал»; член Первого интернационала и участник Парижской коммуны 1871 года.

## Биография

### Ранние годы
Родился в Париже, в семье упаковщика, в молодости недолгое время тоже был упаковщиком, затем — младшим школьным надзирателем, приказчиком и, наконец, разрисовщиком ткани. Поэтический дебют Потье состоялся в дни Июльской революции 1830 года. В 1840-х годах обращается к социальной поэзии, испытывает влияние утопического социализма, фурьеризма. В эпоху предреволюционного кризиса 1847 года выступил с песней «Ventre creux» (Пустой желудок) и другими, рисующими тяжёлое положение народных масс и отражающими их революционные настроения, а также «Muse de la chanson» (Муза песни), в которой призывал песню стать новой «Марсельезой». Перефразировал ироническую фразу Бомарше «во Франции всё кончается песнью», на противоположную: «во Франции песнями всё начинается».

### Революция 1848 года
Потье горячо поддержал Февральскую революцию, сражался на парижских баррикадах. К Февральской революции относится его песня «Peuple» (Народ), с лозунгом «хлеба и прав». Песня «Tuer l’ennui!» (Убить тоску!) отражает стихийный дух революции, идею бунта ради бунта. Творчество Потье в этот период отражает самосознание французского ремесленного рабочего, его идеалом является демократическая республика. К этому периоду относится его «Propagande des chansons» (Пропаганда песен), развивающая его программу революционного шансонье-пропагандиста.
Разочарование в демократии, мотивы социальных противоречий, нищеты и восстания проявляются в песнях «Buveurs du sang» (Кровопийцы), «Vieille maison à démolir» (Старый дом на слом). Песня «Enfantement — Juin 1848» (Роды — июнь 1848) является пламенным призывом к Июньскому восстанию. Погребальной песнью восстания стала «Juin 1848» (Июнь 1848), пронизанная мрачным пессимизмом, сквозь который прорывается ненависть к победителям.
Поиски места в литературе нашли выражение в песне «Quel est le Fou?» (Кто безумец?). После Декабрьского переворота 1851 Потье выступил с песней «Qui la vengera?» (Кто отомстит за неё?) против Луи-Наполеона как могильщика Второй республики.

### Вторая империя и Парижская коммуна

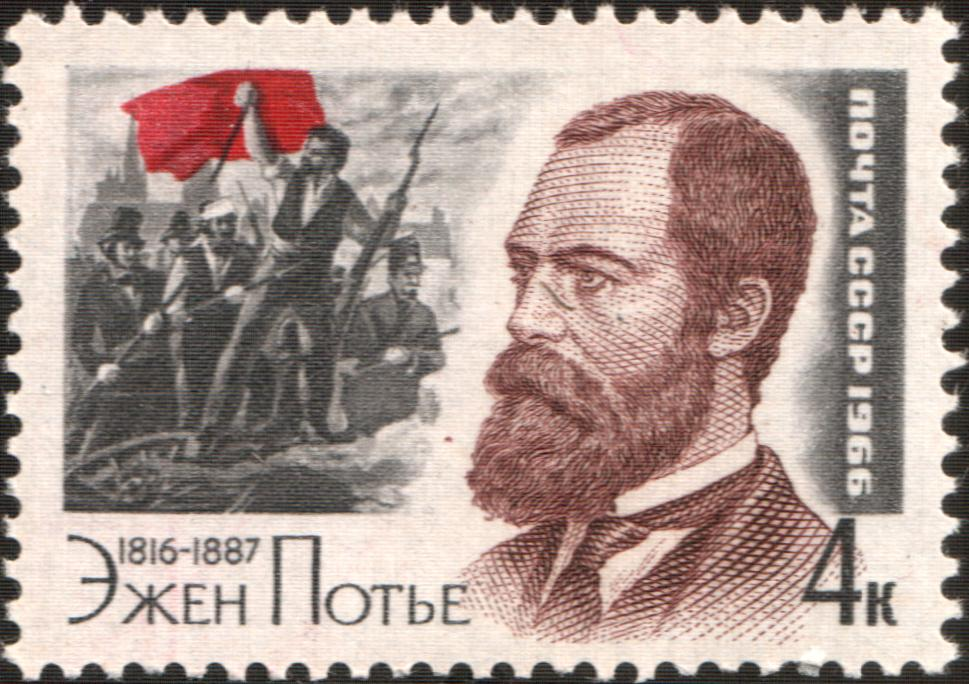
Почтовая марка СССР, 1966, 30 апреля. Номинал 4 копейки. Серия Деятели мировой культуры. Эжен Потье.

Экономический рост и социальная политика Второй империи до известной степени примирили с ней Потье. В своей «Exposition» (Выставка, 1861) он призывает сильных и слабых стереть следы взаимной вражды. В памфлетах же Потье разоблачает корыстность буржуазии, способствуя изживанию иллюзий классового сотрудничества.
Политический кризис, предшествующий Франко-прусской войне, привел Потье в ряды революционеров-социалистов. В 1870 он вступил во французскую секцию Интернационала, вместе с организованным им синдикатом разрисовщиков ткани. Подписал обращение к германским социалистам против войны. Избран делегатом в ЦК Национальной гвардии. Один из подготовивших провозглашение Коммуны. В апреле 1871 года был избран членом Коммуны на дополнительных выборах. Принял участие в ряде социальных мероприятий. Сражался на последних баррикадах.

### Эмиграция
Скрываясь от властей в июне 1871 года, в Париже, Потье создаёт «Интернационал» — своё самое знаменитое произведение. В июле 1871 года бежит в Англию. Здесь была написана песня-поэма «Jean Lebras» (Жан-Рабочие руки), описывающая печальную судьбу рядового рабочего. В 1873 году из-за нужды перебирается в США, продолжая участвовать в рабочем движении и здесь. В 1876 году при образовании Рабочей партии посвятил ей стихотворный адрес, вскрывающий в памфлетной форме противоречия между трудом и капиталом. По случаю приезда на всемирную выставку 1876 года в Филадельфии французской рабочей делегации издал стихотворную брошюру «The Workingmen of America to the Workingmen of France» (Рабочие Америки рабочим Франции), обнажающую оборотную, неприглядную сторону достижений капитализма. К американскому периоду относится и поэма «La Commune de Paris», признающая ошибки Коммуны и рисующая картину кровавого торжества буржуазии.

### Последние годы жизни
В 1880 году, после объявления общей амнистии коммунаров, возвратился во Францию. К тому времени Потье разбил паралич. Примкнул к свежесозданной Рабочей партии под руководством Геда.
К последним годам жизни Потье относится ряд лучших его произведений, посвященных изображению положения рабочих и критике буржуазного общества, вобравших в себя огромный жизненный и исторический опыт поэта. В 1880 году он написал песнь-поэму «Jean Misère» (Жан-бедняк), превратив старинный образ Горемыки французской лубочной литературы в рабочего-коммунара. Кризис перепроизводства первой половины восьмидесятых годов отражен в сонетах «L’abondance» (Изобилие, 1881 год) и «L’engorgement» (Закупорка, 1884 год) и в стихотворении «La crise» (Кризис, 1885 год). Потье выразительно рисует классовые бои в «Les affameurs» (Голодоморы), посвящено локауту в Рубе в 1882 году, и «La gréve» (Стачка) — Анзенская забастовка 1886 года.
В выдающихся песнях-поэмах «La veuve du carrier» (Вдова каменолома, 1882 год) и «Les nids» (Гнезда, 1887 год) Потье описал печальную участь семьи погибшего рабочего и тяжёлую долю батрачки. Предсмертные стихи и песни он посвящает детям рабочих — «Le petit va-nu-pieds» (Босоногий малыш) и «Souliers qui prennent l’eau» (Башмаки, которые набирают воду, 1887 год).
До самой смерти Потье остается певцом Коммуны. В сонете «Triomphe de l’ordre» (Триумф порядка, 1880 год) он бросает вызов палачам Коммуны. «La Commune a passé par là» (Здесь прошла Коммуна, 1885 год) и «Elle n’est pas morte» (Она не умерла, 1886 год) — исторические песни о Коммуне.
В 1884 году были изданы сборник сонетов поэта «Poésie d économie sociale» и сборник его песен «Quel est le fou?» (Кто безумец?). В 1887 году, за несколько месяцев до смерти Потье, товарищами по Коммуне был издан его сборник «Chants révolutionnaires» (Революционные песни), в который вошёл и «Интернационал».

## Память
В Донецке — улица Эжена Потье.
В 1922—1925 годах именем Эжена Потье назывались Кудринская площадь и улица Большая Дмитровка в Москве.
До 2017 года именем Эжена Потье называлась улица Антона Цедика в Киеве.